# ターバン野口
ターバン野口（ターバンのぐち）は、野口英世の肖像が描かれた千円札（正式名：E千円券）を使用した折り紙。インターネット上で話題となり、金運上昇のお守りなどとして、雑誌、テレビ番組、新聞などでも紹介されている。
千円札を細かく折ってターバンを巻いたような野口英世の顔面を作ったものであり、元々の十分の一程度の面積にお札を平面的に折り込むため、厚みのある仕上がりとなる。考案者は、「野口英世の髪型に触発され千円札を折っているうちに発明した」と語っている。ただし、この「ターバン野口」のような紙幣を用いた遊びは貨幣本来の目的外使用であり、考案者も「やりすぎに注意」と忠告している。
この折り方を考案したのは名古屋市在住の中島弘喜(ピロ)である。また「ターバン野口」と命名し、世間に紹介したのは、インターネットライターのいそにしまさおである。「ターバン野口」の名称は商標出願されている。